# Etnologija Hrvata Bosne i Hercegovine
Ovo je članak o etnologiji Hrvata Bosne i Hercegovine. Ovaj članak je dio serije o etnologiji Hrvata Bosne i Hercegovine, koja ima posebne, detaljne članake za sve ove teme. Ovaj članak se bavi etnologijom hrvatskog naroda na teritoriju današnje Bosne i Hercegovine, od njegova dolaska na to područje do danas.

## Život i običaji
Zavisno od rodova stvarani su zaselci, koja su dobila imena prema topografskom obilježju ili prema rodu. Objekti (kuće, pojate s torom ili ne i sl.) su uglavnom bili ukopani u zemlju najviše s tri strane i uokolo je bila sopa ili nanešena zemlja, a bili su pokriveni s krovom od zimice ili raži (krovnjače), a na sebi su imali ulazna vrata i prozorčiće (pendžere), kojih je bilo i unutra za držanje raznih stvari. Većina građevina bila je s dvije prostorije (jedna za sjedenje, a druga za spavanje), a ispod prostorije za spavanje većinom je bila izba ili šupa. Kuće pokrivane s crijepom (ciglom) nazivane su ciglače.
Uz prepoznatljive običaje, u dvorištima (avlijama) i kućama odvijali su se radovi i na poljima. Sve ono što je bilo u sferi ljudske djelatnosti nužne za svakodnevni život imalo je svoj red i ritam vežući se uz godišnja doba. 
Tako se mogu pratiti radovi: proljetni (sijanje, oranje, zubljenje, đubrenje, preoravanje, sađenje, okopavanje...), ljetni (plijevljenje, kosidba, vršidba, branje ranih usijeva, uređivanje lana, skupljanje voća za pečenje rakije...), jesenski (trganje kukuruza, žetva klasure, spremanje hrane u trapove, vađenje krumpira, luka, ubiranje i sušenje voća, pravljenje pekmeza...) i zimski (kiseljenje kupusa, spravljenje ostalih kiselih salata, pečenje rakije...).
Poznat je izraz iz Bosanske Posavine: "Prije beba neg nova suknja". Svako dijete je bilo nova radost za sve ukućane. Ipak, najviše se veselilo prvorođenom djetetu, a pogotovo ako je to bio sin. Treće dijete u obitelji bilo je poznato kao dijete sreće. Muškarac (sin), kao metafora ognjišta i jamac da se to ognjište neće zatrti, bio je više na ponos obitelji od kćerke koja će promijeniti prezime. Žena bi se sama porađala (obabila) uz pomoć starije žene iz kuće ili susjedstva, a za to vrijeme bi uz sebe držala moći. Novorođenče zadoji neka druga žena, a ako takvih nema dijete se zalije zašećerenom vodom.
Svaki kraj gaji svoje izrazito prepoznatljive dječje igre, kao i igre za odrasle. One dakako imaju sličnosti s igrama u ostalim dijelovima svijeta koje nastanjuju Hrvati. Pri zajedničkim poslovima bilo je uvijek nadmetanja: znalo se koji je momak najbrži kosac, najbolji orač ili sijač, koja je djevojka najbrža žetelica, prelja, tkalja, vezilja, pletilja, švelja, tko će prvi okopati red kukuruza (istjerati redak), ali i tko će pobijediti u kojoj od narodnih igara. Igre su se najčešće izvodile na ispaši kada su djeca i imala najviše vremena. Naravno, osobito na blagdane, jer su curice u druge dane mogle i pri čuvanju goveda vesti, plesti, presti ili čuvati mlađu braću i sestre, a u novije vrijeme učiti i čitati.
Djevojke i momci upoznavali su se najčešće čuvajući stoku ili kod crkve i po dernecima. Momak je dolazio po noći djevojci na sijelo ili ćosanje u pravilu utorkom, četvrtkom, subotom i nedjeljom. Nakon što se odluče za brak, započinje uobičajeni način sklapanja braka prosidbom. Nakon pristanka cure, nastaje veselje do ujutro i dogovore se o datumu svatova, ruhu i broju svatova. Osobe koje su važne u svatovima su: kum, stari svat (starješina svatova), buljbaša (ide na čelu svatova i na kapi nosi pero od pijevca), barjektar i čauš ili pušikobila koji ide na kraju svatovske povorke i časti pićem prolaznike. Na sam dan svatova, nakon što se svatovi okupe, krenulo bi se po mladu, koju kum nakon puno natezanja i izvođenja lažnih mlada otkupi i nakon toga svatovi se uz naknadu obilježavaju, te kratkog čašćenja krenuli bi u crkvu na vjenčanje.
Pomoć u slučaju bolesti tražena je od fratara i od narodnih liječnika uglavnom travara. Način liječenja prenosio se s koljena na koljeno. Liječenje se provodilo po određenim recepturama, koje su zavisile od vrste bolesti. Sredstva upotrebljavana u liječenju bila su biljnog i životinjskog podrijetla te ostala sredstva. Postojalo je vrijedno blago liječenja onim što se našlo na našim poljima i livadama, međama i živikama, vrtlacima i vrtlačićima, dakle ljekovitu travu i bilje uopće, od kojih su se spravljali blagotvorni čajevi, sirupi, napitci, sokovi... Trebalao je, dakako, dobro znati razlikovati bilje i ne ubrati nešto nekorisno ili otrovno, znati vrijeme branja i način sušenja te pravo pohranjivanje u drvenim posudama.
U našem narodu je ostao izraz “alaliti se” u smislu oprostiti. To je bio trenutak i podmirenja nekih neizravnanih računa s bližnjima. Bolesnik je tražio oprost, a ni najtvrđe srce ne bi bilo toliko kapriciozno i ne znam koja pogreška nije bila neoproštena. Valjalo je strogo voditi računa da se bolesniku dok je pri svijesti dovede svećenik. Obavila se sveta ispovijed, bolesnik se pričestio i primio bolesničko pomazanje (ranije se zvalo posljednja pomast pa je sam izraz posljednja izazivao strah u ljudi). U selu bi se brzo saznalo za smrt, jer bi netko iz kuće zajaukao. Najčešće i najprirodnije je bilo da to učini kćer.
Odavno su Hrvati u Bosni i Hercegovini izabrali zaštitnike svojih sela. Blagoslovi sela su imali zajednički karakter. Naime, pojedina sela su imala svatko svoga zaštitnika i taj dan se zvao blagoslov, a patron župe je bio neki drugi svetac ili Blažena Djevica Marija. Običaji vezani za vjerske datume su uz blagoslov groblja i polja u proljeće, kada se nakon mise održava dernek i odlazi se po kućama na zajedničko slavlje uz jelo i piće. Tu treba još spomenuti paljenje svitnjaka (lomača) za Ivandan i Ilindan, oko koji su se okupljali i pričali, a pepelu su pridavana ljekovita svojstva pa bi ujutro po njemu bosi gazili s uvjerenjem da narednu godinu neće dobiti naboje i bradavice.
Otajstvo Božića oblikovalo je vjerničko doživljavanje blagdana Božića hrvatskih katolika do te mjere da se opravdano govori o hrvatskom Božiću. Božić je stoljećima odgajao hrvatskog čovjeka, i to ne samo u kršćanskoj vjeri, nego i za temeljne ljudske vrednote. Hrvatski je vjernik od Božića učio i naučio da nije najveće zlo kad je dijete rođeno na slamici oštroj, ako može računati s ljubavlju roditelja. Isto vrijedi i za najveći kršćanski blagdan, Uskrs.
Sicanje (tetoviranje hrvatskih katolika u Bosni i Hercegovini) datira još iz vremena kada je Bosna i Hercegovina pala pod osmanlijsku vlast. Kako su Turci otimali kršćansku djecu i slali ih u Tursku da budu janjičari i sluge (kao što su oteli i djecu bosanske kraljice Katarine, koja je BiH u nasljeđe ostavila Svetoj Stolici u Rimu, sve dok joj se djeca ne vrate katoličkoj grudi i vjeri), katolici su tako željeli zaštitili svoju djecu i zauvijek ih obilježiti, kako bi znali kome pripadaju. Kasnije su Turci običavali iskoristiti pravo prve bračne noći, tj. spavali bi s tek vjenčanom djevojkom prije nego to učini njezin muž. Po predaji, katolici su tako tetovirali svoje djevojke, kako bi bile odbojne muslimanima i kako bi u slučaju da ih odvedu, uvijek znale što su nekad bile.

## Narodne nošnje
Na teritoriju Bosne i Hercegovine nailazimo na veliki broj različitih nošnji. Sve ove nošnje formirale su se kroz dugi niz godina i nose u sebi elemente ili pak samo tragove elemenata mnogih kulturnih utjecaja, koji su utjecali na razvoj ne samo nošnji nego i općenito na povijesna i društvena zbivanja. Zbog toga u tim nošnjama nalazimo tragove balkanske, mediteranske i orijentalne kulture. Ovi kulturni utjecaji su ostavili svoj pečat na narodne nošnje i nesumnjljivo doprinijeli njihovoj diferencijaciji. Istražiti kako su izgledali ljudi u narodnim nošnjama je bilo moguće prije svega s materijalnim arheološkim ostacima u vidu tkanica, odjevnih predmeta i nakita.
Promatrajući sve narodne nošnje na teritoriju Bosne i Hercegovine, može se prije svega uočiti razlika u načinu odjevanja između gradskog i seoskog stanovnistva, koja je prvenstveno nastajala zbog različite gospodarske moći tih socijalnih grupa. Nošnja u gradovima je bila ujednačena u cijeloj Bosni i Hercegovine, a pojedine varijante između nacionalnih grupa u okviru gradskih nošnji nisu bitnije uticale na njen osnovni stil.
Seoske nošnje se mnogo više međusobno razlikuju. Postoje bitne razlike u načinu odijevanja između pojedinih širokih geografskih oblasti, tako da se izdvajaju tri geografske cjeline: zapadna Bosna s Hercegovinom, srednja i istočna Bosna i Bosanska Posavina. Tako je došlo do podjele narodnih nošnji seoskog stanovnistva na tri glavne grupe ili tri vrste seoskih narodnih nošnji: dinarske nošnje (nošnje zapadne Bosne i Hercegovine), srednjobosanske nošnje uključujući i istočnu Bosnu i treća vrsta, posavske nošnje. Mnogobrojne varijante nošnji različitih etničkih skupina ispoljavale su se u manjim detaljima pojedinih odjevnih predmeta, u njihovoj boji ili načinu nošenja, ali su u osnovi zadržale osnovne karakteristike vrste kojoj pripadaju.
Dinarske nošnje imaju najveći obujam prostiranja. Obuhvaćaju prostor zapadne Bosne, tj. predjele u sklopu dinarskog planinskog masiva, zalazeći dublje na istok u Bosnu sve do oblasti Imljana, Banjalučke Vrhovine, pa preko Travnika do Rame. Na sjever granica ide sjevernim padinama Grmeča, pa preko Banje Luke do Prnjavora. Na jugu se granica gubi i produžava u samu Hercegovinu, zahvatajući pored nje, i dio Bosne oko Foče i Čajniča, sve do rijeke Lim. U ovoj široko rasprostranjenoj oblasti nailazimo na veći broj varijanti u nošnjama kod srpskih i hrvatskih etničkih grupa, dok su bosnjačke nošnje veoma ujednačene.
Od hrvatskih narodnih nošnji mogu se nabrojati: debeljačka i ivanjska u okolini Banje Luke, sasinska u okolini Sanskog Mosta, kraljska i zavaljska u okolini Bihaća, kupreška, livanjska, šujička, duvanjska i ramska u tim navedenim krajevima. U Hercegovini se odvajaju dvije varijante humska (Hum - stari naziv za Hercegovinu) i brdska. Humska nošnja zahvaća uglavnom zapadni i srednji dio Hercegovine, uključujući tu i okolinu Mostara, Konjica, Stoca i Ljubuškog, dok se brdska prostire u istočnim dijelovima. Posebnosti u tradicijskom odijevanju Hrvata u pojedinim dijleovima Hercegovine nalazimo u okolici Posušja i Gruda, u Gornjoj i Donjoj Bekiji, u okolici Ljubuškog, Čitluka i Mostara nalazimo belevarsku nošnju, kojoj se naziv dovodi u vezu s bijelom bojom. U mjestima oko Čapljine, Stoca i Neuma nema posebnih naziva za nošnju. Posebnu podvrstu nalazimo u graničnom području između Hercegovine i Bosne, u Klisu ili Neretvici, kraju oko Konjica.
Srednjobosanske nošnje zahvaćaju predjele u dolini rijeke Bosne, od njenog izvora kod Sarajeva pa sve do Maglaja, odnosno do planine Ozrena, protežući se na istok preko Ozrena i ogranaka planine Majevice do rijeke Drine, koja čini istočnu granicu. Na zapadnoj strani, lijevo od rijeke Bosne, ove se nošnje pružaju dolinom rijeke Lašve do Travnika, zahvaćajući cijeli prostor između Lašve i rijeke Vrbas, odnosno predjele oko Bugojna, Uskoplja i Donjeg Vakufa, a zatim dalje prema Fojnici i dolinom Lepenice sve do granice prema Hercegovini, odnosno do Ivan planine. Južno od Sarajeva ove se nošnje protežu na planine Bjelašnicu, Treskavicu i Jahorinu i izbijaju na Drinu kod Goražda. U ovoj širokoj oblasti nalazimo brojne varijante srpskih i hrvatskih nošnji, dok su nasuprot njima bošnjačke ujednačene, kao i u dinarskim nošnjama. Središnjoj Bosni pripadaju hrvatske narodne nošnje iz okoline Žepča, Kraljeve Sutjeske, Vareša, Tuzle, Sarajeva, Kreševa, Travnika i Uskoplja.
Posavske nošnje su rasprostranjene u pojasu duž desne obale rijeke Save, kao i donjem toku rijeke Une. U unutrašnjosti Bosne ove nošnje produžuju se, negdje manje, negdje više, do ogranaka visokih planina. Tu spadaju nošnje iz oblasti Knešpolja, Timara, Lijevča polja, Dervente pa na jug do ogranaka planine Borje, zahvatajući okolinu Teslića, Tešnja i Doboja. Na desnoj strani Bosne tu spadaju nošnje iz okoline Modriče, Bosanskog Šamca, Brčkog, Gradačca sve do Semberije, obuhvaćajući i nju. Hrvatske i srpske narodne nošnje imaju mnogo varijanti dok su bošnjačke ujednačene. Hrvatske narodne nošnje prisutne su od okolice Bosanske Dubice preko područja uz desnu obalu Save, uz veća mjesta kao što su Bosanska Gradiška, Derventa, Bosanski Šamac, Orašje i Brčko te u unutrašnjosti Bosne oko Usore.
U gradskim nošnjama bez obzira na nacionalnu pripadnost, krajem XIX. stoljeća se zapaža jak orijentalni utjecaj. propisi koji su određivali boje, dijelove odjeće, obuće tako su utjecali da se stanovništvo počinje razlikovati po vjerskoj pripadnosti, čega u XVI. stoljeću nije bilo. Te razlike u različitim nošnjama su svoju težinu imale na naglašavanju pripadnosti klasi, staležu, a u manjoj mjeri na pripadnost narodu ili vjeri. Begovska nošnja je bila od svjetlo crvene, zelene ili plave čohe, ukrašena vezom od srme, dok su trgovci i zanatlije nosili odijelo od tamne čohe s vezom od crnog gajtana. Pojasi su kod pravoslavnog stanovništva bili crveni, kod katoličkog ljubičasti, a kod muslimanskog, šareni svileni. U bojama fesova se mogla naslutiti i nacionalna pripadnost. U ženskim nošnjama su crne satenske ili atlasne dimije bile zastupljene kod hrvatskih ili srpskih žena, dok su bošnjačke nosile dimije svijetlih pastelnih boja. Ovakva situacija je potrajala sve do kraja XIX. stoljeća, koje se smatra prekretnicom u razvoju bosanskohercegovačkog društva, društvenih promjena i nadolaska novih kulturnih utjecaja.

## Kuhinja
| ćevapi u somunu s lukom | motani burek |
| sarma                   | japrak       |
| pršut                   | baklava      |

Takva kuhinja predstavlja jela bosanskohercegovačke kuhinje specifična samo hrvatskom narodu u toj zemlji. Sačinjavaju je mnogobrojna variva, jela od mesa, pite, kruhovi, šunke i kobasice, sirevi, salate, slastice i pića. Spremanje hrane je sastavni dio hrvatske tradicije i kulture. Uobičajeno je objedovanje 3 puta dnevno (doručak, ručak i večera), uz napomenu da je najvažniji i najčešće najobilniji obrok - ručak.
Prehrana se poistovjećuje s unošenjem hranjivih tvari, ali u širem smislu, predstavlja uživanje u trpezi. Ovaj veoma složen proces, koji predstavljaju međusobno povezane aktivnosti u ovom području, stvara ono što se naziva nacionalna kuhinja, koju čine: izbor namirnica, njihovo uzgajanje, priprema jela, ambijent u kojem se hrana servira, kao i način na koji se servira.
U Bosni i Hercegovini uživa se u pripremi hrane i pića, te se njima posvećuju vrlo ozbiljno. Hrana se priprema polagano, obroci su obilni, najčešće se sastoje od mesa, mliječnih prerađevina, povrća, a deserti, žestica i kava su nezaobilazni dio rituala jedenja. Bosanskohercegovačka kuhinja, baš kao i kultura, nastaje pod jakim utjecajem Istoka i Zapada. Tradicionalno kulinarstvo u Bosni i Hercegovini usko je vezano uz tursku i grčku kuhinju, a zbog austrougarske vladavine u jednom razdoblju prisutni su i brojni utjecaji iz srednje Europe.
Posebnu radost i zadovoljstvo za goste su meze. To je umjetnost laganog uživanja u jelu, uz razgovor i piće potraje po cijeli dan, sa suhim mesom, kobasicama, kajmakom, sirom, ukiseljenim povrćem, domaćim kruhom, pogačama i drugim namirnicama.
U pravilu nema zaprške i ne upotrebljavaju se jaki ljuti začini ili se upotrebljavaju u minimalnim količinama. Time je ova kuhinja približena francuskoj kuhinji te suvremenim zahtjevima medicine. Kuhana ili dinstana jela u većini slučajeva su lagana, pošto se pretežno kuhaju i dinstaju s malo vode, u pravilu juhe-fonda pa tako imaju prirodni sok, odnosno umak koji u sebi nema nimalo zaprške, a orijentalnih začina u malim količinama te oni ne umanjuju slasti i okus mesa.
Jela su dosta naturalna, s dosta povrća, voća, mlijeka i mliječnih proizvoda, kao što su špinat, zelje, patlidžan, rajčica, tikvice, luk, mrkva, peršin, celer, poriluk (prasa), mahune, riža, zelene slatke paprike, šljive, dunje, slatko i kiselo mlijeko, povlaka, slatki kajmak, kajmak itd. U pravilu nema posebnih umaka, već se oni stvaraju u jelu na bazi juhe i dodataka u tijeku kuhanja ili na kraju.

## Blagdani i spomendani
Blagdani su propisani zakonima o blagdanima i neradnim danima u županijama Federacije Bosne i Hercegovine, dok spomendani nisu službeno propisani nego se u narodu slave ovisno o njihovoj važnosti. U danima praznika u Bosni i Hercegovini ne radi se. Praznici, koji se slave na državnoj razini u Bosni i Hercegovini su: Nova godina (1. i 2. siječnja), Dan neovisnosti Bosne i Hercegovine (1. ožujka), Međunarodni praznik rada (1. i 2. svibnja) i Dan državnosti Bosne i Hercegovine (25. studenog).
Dan neovisnosti se slavi u Federaciji Bosne i Hercegovine, a u Republici Srpskoj se ne slavi. Dan državnosti se slavi u svim županijama Federacije BiH osim Zapadnohercegovačke, a u Republici Srpskoj se ne slavi. Prema Zakonu o praznicima Republike Srpske, 21. studenog se slavi kao Dan uspostavljanja Općeg okvirnog sporazuma za mir u BiH. Katolički blagdani su: Sveta tri kralja (6. siječnja), Uskrs i Uskrsni pondjeljak (pomični blagdan), Tijelovo (pomični blagdan), Velika Gospa (15. kolovoza), Svi sveti i Dušni dan (1. i 2. studenog) te Božićni blagdani - Božić i prvi dan po Božiću, Sv. Stjepan (25. i 26. prosinca).
Većina spomendana koji se slave u hrvatskom narodu u Bosni i Hercegovini proistekla je iz Domovinskog rata. Tim danima, koji su u rijetkim slučajevima neradni, Hrvati odaju počast svojim žrtvama rata, slave velike vojne pobjede i obilježavaju obljetnice utemeljenja svojih političkih, kulturnih, ekonomskih i vojnih institucija.
Dana 18. studenog 1991., utemeljena je Hrvatska zajednica Herceg-Bosna. Ovo je najvažniji nadnevak u novijoj povijesti hrvatskog naroda u Bosni i Hercegovini. Ovaj se dan još slavi kao Dan Zapadnohercegovačke županije, Dan općine Grude i neradni je dan na prostoru te županije. Također, Sveučilište u Mostaru ne radi na ovaj dan jer ga je utemeljila Herceg-Bosna. To je i dan sjećanja na žrtve Vukovara i Škabrnje. Dana 8. travnja 1992., utemeljeno je Hrvatsko vijeće obrane, službena oružana snaga Hrvatske Republike Herceg-Bosne i glavna oružana snaga hrvatskog naroda u Bosni i Hercegovini za vrijeme rata u Bosni i Hercegovini. Ova dva spomendana se slave na razini čitave države, dok se ostali spomendani slave na lokalnoj i regionalnoj razini.
U Hercegovini, Hrvati slave Dan svehrvatske državnosti, utemeljenje brojnih postrojbi i brigada HVO-a (od kojih su najvažnije: 1. gardijska brigada HVO-a "Ante Bruno Bušić" i 2. gardijska brigada HVO-a), oslobođenje čapljinske vojarne (prva oslobođena vojarna u ratu), pobjedničku operaciju Lipanjske zore (oslobođenje doline Neretve i grada Mostara), a odaju počast svojim žrtvama, ubijenim u napadima, pokoljima i logorima Armije Bosne i Hercegovine. Slave zauzimanje sela Here i kote Zavišće, uspjeh kojim je uspostavljen novi odnos na ramsko-uskopaljskoj bojišnici i Dan pobjede i domovinske zahvalnosti, Dan hrvatskih branitelja, ali se prisjećaju i srpskog granatiranja Širokog Brijega i Mostara, istog tog dana.
Na području Završja, Hrvati se prisjećaju poginulih i nestalih u borbama protiv srpskog agresora na Kupreškoj visoravni te u obrani Livna. Hrvati slave svih 7 uspješnih pobjedničkih operacija, u kojima je HVO zajedno s HV-om, a u nekim akcijama i s Armijom BiH, oslobodio čitavu zapadnu Bosnu. Kruna uspješnih operacija je bila operacija Južni potez u kojoj su združene hrvatske snage izbile na 23 kilometra od Banje Luke. Osobito se slave nadnevci, na koje je oslobođen veći dio Livanjskog polja, Kupres i Kupreško polje te Glamoč i Glamočko polje.
U središnjoj Bosni, Hrvati se prisjećaju srpskih progona iz nekih dijelova travničkog kraja, ali i zauzimanja vojarni JNA. Bošnjačko-hrvatski sukob počinje lokalnim sukobima u Novom Travniku i Uskoplju te napadima na zapovjednike HVO-a Travnik i Jajce. Navedeni lokalni sukobi završeni su potpunim porazom lokalnih bošnjačkih snaga, koje su ipak postigle svoj glavni cilj, prekinuti pomoć Jajcu, koje zauzimaju srpske snage. Hrvati se prisjećaju napada Armije Bosne i Hercegovine na Busovaču, Kiseljak, Travnik, Novi Travnik, Zenicu, Kakanj, Fojnicu, Žepče, Vitez i Vareš. Svi ti napadi popraćeni su brojnim pokoljima, ali i progonima hrvatskog stanovništva od strane Bošnjaka. Hrvati slave utemeljenje svojih postrojbi i brigada (od kojih je najvažnija 3. gardijska brigada HVO-a "Jastrebovi") i pobjede izvojevane u povijesnim bitkama za opstanak Hrvata u središnjoj Bosni, na kotama Hrašče ili Pješčara, Meoršje, Bašino brdo i Zavrtaljka.
U Bosanskoj Posavini, Hrvati slave nadnevke osnivanja 8 pješačkih brigada Hrvatskog vijeća obrane: 101. Bosanski Brod, 102. Odžak, 103. Derventa, 104. Šamac, 105. Modriča, 106. Orašje, 107. Gradačac i 108. Ravne-Brčko. Na iste dane, prisjećaju se i svih svojih poginulih i nestalih u posljednjem ratu. Te svečanosti su umirući vapaj pogažene i protjerane hrvatske Bosanske Posavine (izuzetak su: Orašje, Odžak i Domaljevac-Šamac). Iz gore spomenutih brigada, poslije je nastala 4. gardijska brigada HVO-a "Sinovi Posavine". Oslobođenje Vidovica i Kopanica se slavi kao Dan općine Orašje, a odaje se i počast prema 11 pripadnika 102. brigade HVO-a, koji su poginuli u pokušaju oslobođenja odžačkog dijela Bosanske Posavine.
U narodu je ostala uspomena na posljednju bosansku kraljicu hrvatske krvi i imena Katarinu Kosaču-Kotromanić. Njen spomendan je na nadnevak njene smrti koja se dogodila 25. listopada 1478. godine. U subotu najbližu nadnevku smrti kraljice Katarine, na Bobovcu, utvrdi bosanskih kraljeva, održava se Misa za Domovinu. Misu redovno predvodi Vinko kardinal Puljić, vrhbosanski nadbiskup, a svetkovini prisustvuju brojni vjernici Vrhbosanske nadbiskupije te vjernici-katolici, pripadnici Oružanih snaga, policije, državnih agencija, Vrhovnog suda, Sudske i Granične policije BiH. U ramskom kraju, svake godine, Hrvati se prisjećaju žrtava četničkog terora iz listopada 1942. U tri dana četnici su pobili ili zaklali više od tisuću ljudi. Mjerilo za ubojstvo bila je kratka talijanska puška, tko je bio viši od nje, ubijen je. Kuprešaci i Travničani svake godine se prisjećaju 22. listopada 1944. godine, kada je u Rankovićima kod Novog Travnika strijeljano preko 200 zarobljenih hrvatskih civila i vojnika. Prema jednoj knjizi 154 Hrvata Kupresa je ubijeno u travničkom kraju.
U Hercegovini, Hrvati se prisjećaju pokolja fratara, koji su proglašeni za mučenike. Partizani i njihovi pomagači ubili su hercegovačkog provincijala Lea Petrovića i još 65 franjevaca. Najviše franjevaca je ubijeno 7. i 8. veljače 1945. godine na Širokom Brijegu te 14. veljače 1945. godine u Mostaru, a ostali su ubijeni tijekom 1945. godine. Brojni preživjeli Hrvati kao i njihova rodbina i prijatelji svake godine odlaze u Bleiburg kako bi odali počast preko 100.000 (po nekim procjenama čak i oko 250.000) hrvatskih žrtava čija je kalvarija započela na Bleiburškom polju 15. svibnja 1945. godine. U odžačko-modričkom kraju svake godine u mjesecu svibnju se održavaju Dani sjećanja na hrvatske žrtve u Drugom svjetskom i Domovinskom ratu. Bitka za Odžak je zapamćena kao posljednja bitka u Drugom svjetskom ratu na tlu Europe. Nakon konačnog sloma hrvatskih snaga, partizani su ubili 3.375 osoba što je bila jedna trećina hrvatskog pučanstva odžačkog kraja.
U novije vrijeme, Hrvati se prisjećaju tužnih nadnevaka tijekom 1997., 1998., 1999. i 2002. godine. Bošnjaci su tako u travničkoj općini, 24. veljače ubili jednog, 30. kolovoza dva i 26. listopada 1997. ubili jednog, a ranili dva hrvatska povratnika. Dana 9. veljače 1998. godine od minsko-eksplozivne naprave podmetnute pod njegov automobil teško je ranjen jedan, a 31. srpnja 1998. godine od iste naprave je ubijen hrvatski policajac u Travniku.
Teroristički napadi na Hrvate dosegnuli su svoj vrhunac 16. ožujka 1999., kada je u Sarajevu, od eksplozije nepoznate naprave teško stradao jedan visoki hrvatski dužnosnik. Riječ je o Jozi Leutaru, doministru unutarnjih poslova Federacije BiH, koji je preminuo 28. ožujka 1999., od ozljeda zadobivenih u atentatu. Na Badnju večer 2004. pripadnik vehabijskog pokreta je ubio tri, a ranio jednog člana hrvatske povratničke obitelji Anđelić u selu Kostajnica pokraj Konjica.

## Srodni članci
| - Hrvati Bosne i Hercegovine - Hrvatske narodne nošnje u Bosni i Hercegovini - Hrvatska kuhinja u Bosni i Hercegovini - Blagdani i spomendani Hrvata Bosne i Hercegovine - Život i običaji Hrvata Bosne i Hercegovine | - Sicanje - Povijest Hrvata Bosne i Hercegovine - Kultura Hrvata Bosne i Hercegovine - Demografska povijest Hrvata Bosne i Hercegovine - Simboli Hrvata Bosne i Hercegovine |

## Unutarnje poveznice
| - Hrvatska arhitektura - Hrvatski Božić - Hrvatski Uskrs - Katoličanstvo u Hrvata Bosne i Hercegovine - Sicanje | - Bosanska Posavina - Središnja Bosna - Hercegovina - Bosanskohercegovački Hrvati u srednjovjekovnoj Bosni i Osmanskom Carstvu - Bosanskohercegovački Hrvati u Austro-Ugarskoj i Kraljevini Jugoslaviji |